# Jean Goujon (cyclisme)
Cet article concerne un cycliste français. Pour le sculpteur français, voir Jean Goujon.
Jean Goujon est un coureur cycliste français, né le 21 avril 1914 à Paris et mort le 26 avril 1991 à Chaville. Il fut professionnel de 1937 à 1941 puis de 1947 à 1949.
Avant guerre, il est membre du célèbre V.C.L (Vélo Club de Levallois) et est entraîné par Paul Ruinart.

## Palmarès sur route

### Par année
- 1933
  - Paris-Reims
  - 2e de Paris-Chauny
  - 3e de Paris-Évreux
  - 3e de Paris-Verneuil
- 1934
  - 5e étape du Grand Prix Wolber indépendants
  - 6e du championnat du monde sur route amateurs
- 1935
  - Paris-Amboise
  - 2e de Paris-Évreux
- 1936
  -  Champion de France des sociétés[n 1]
  - 2e de Paris-Cayeux
- 1937
  - Paris-Verdun
- 1938
  - 1re étape du Tour de l'Oise et de la Somme
  - 2e du Tour de l'Oise et de la Somme
  - 2e de Paris-Limoges

### Résultats sur les grands tours

#### Tour de France
1 participation
- 1937 : 35e

## Palmarès sur piste

### Jeux olympiques
- Berlin 1936
  -  Champion olympique de poursuite par équipes (avec Robert Charpentier, Guy Lapébie et Roger Le Nizerhy)

### Prix
- Prix Goullet-Fogler : 1937 (avec Jacques Girard) et 1940 (avec Émile Ignat)
- Prix Dupré-Lapize : 1939 (avec Jacques Girard)
- Prix de l'Ouverture : 1940 (avec Émile Ignat)
- Prix Hourlier-Comès : 1941 (avec Amédée Fournier)